# Mattias Schoberg
Stig Toimi Mattias Schoberg (ur. 16 czerwca 1973) – szwedzki zapaśnik walczący w stylu klasycznym. Olimpijczyk z Sydney 2000, gdzie zajął osiemnaste miejsce w kategorii 69 kg.
Osiemnasty na mistrzostwach świata w 1997. Jedenasty na mistrzostwach Europy w 1998. Mistrz nordycki w 2000 roku.